# Населення Італії
Населення Італії. Чисельність населення країни 2020 року становила 60 461 826 осіб (23-те місце у світі). Чисельність італійців стабільно зменшується, народжуваність 2015 року становила 8,74 ‰ (213-те місце у світі), смертність — 10,19 ‰ (40-ве місце у світі), природний приріст — 0,27 % (177-ме місце у світі) . 

## Природний рух
Населення Італії збільшилося майже удвічі протягом двадцятого століття, але модель зростання була вкрай нерівномірною через великомасштабну внутрішню міграцію з сільських районів Півдня в промислові міста Півночі, явище, яке відбулося внаслідок італійського економічного дива у 1950-1960 роки. Висока народжуваність зберігалася до 1970-х років, після чого вона почала різко знижуватися, що призвело до швидкого старіння населення. Наприкінці 2000-х, кожен п'ятий італієць був старше 65 років. Тим не менш, внаслідок масової імміграції за останні два десятиліття минулого століття, в останні роки Італія пережила значне зростання народжуваності.

### Відтворення
Народжуваність у Італії, за оцінкою на 2024 рік, дорівнює 7,1 ‰ (222-те місце у світі). Коефіцієнт потенційної народжуваності за оцінкою на 2024 рік становить 1,26 дитини на одну жінку (219-ме місце у світі). Сумарний коефіцієнт народжуваності піднявся з рекордно низького рівня 1,18 дитини на одну жінку 1995 року до 1,41 дитини 2008 року і, як очікується, сягне 1,6 дитини на одну жінку 2030 року. Середній вік матері при народженні першої дитини становив 31,4 року (оцінка на 2020 рік).
Смертність у Італії за оцінкою на 2024 рік становить 11,2 ‰ (22-ге місце у світі).
Природний приріст населення в країні за оцінкою на 2024 рік становить -0,08 % (201-ше місце у світі).

### Вікова структура

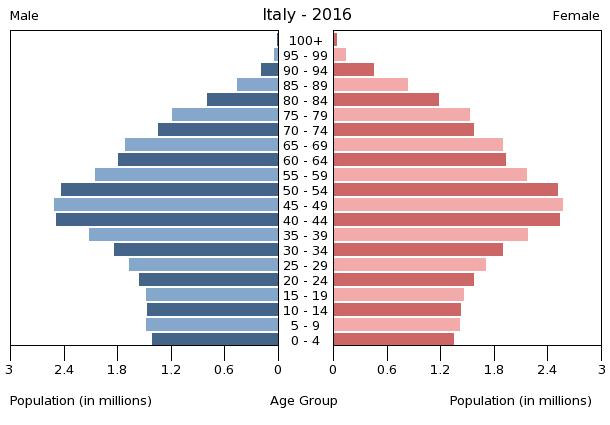
Віково-статева піраміда населення Італії, 2016 рік

Середній вік населення Італії становить 48,4 років (5-те місце у світі): для чоловіків — 47,4, для жінок — 49,4 років. Очікувана середня тривалість життя 2024 року становить 83 роки (19-те місце у світі), для чоловіків — 80,7 років, для жінок — 85,5 років.
Вікова структура населення Італії, станом на 2015 рік, виглядає таким чином:
- діти віком до 14 років — 13,73 % (4 340 380 чоловіків, 4 154 737 жінок);
- молодь віком 15-24 роки — 9,79 % (3 035 586 чоловіків, 3 020 584 жінки);
- дорослі віком 25-54 роки — 42,74 % (13 063 733 чоловіка, 13 375 975 жінок);
- особи передпохилого віку (55-64 роки) — 12,54 % (3 756 546 чоловіків, 3 997 190 жінок);
- особи похилого віку (65 років і старіші) — 21,2 % (5 626 752 чоловіка, 7 483 637 жінок)[1].

### Шлюбність— розлучуваність
Коефіцієнт шлюбності, тобто кількість шлюбів на 1 тис. осіб за календарний рік, дорівнює 3,6; коефіцієнт розлучуваності — 0,9; індекс розлучуваності, тобто відношення шлюбів до розлучень за календарний рік — 25 (дані за 2010 рік). Середній вік, коли чоловіки беруть перший шлюб дорівнює 34,2 року, жінки — 31,3 року, загалом — 32,8 року (дані за 2014 рік).

## Розселення
Густота населення країни 2015 року становила 203,3 особи/км² (65-те місце у світі). Густота населення Італії вища, ніж у більшості західних європейських країн. Однак розподіл населення дуже нерівномірний. У розміщенні населення Італії можна виділити основну диспропорцію: здебільшого міська індустріальна північ і здебільшого сільський аграрний південь. Уздовж усього морського узбережжя країни розміщуються великі портові міста і невеличкі приморські містечка (Адріатичне узбережжя). Значна густота розміщення населення відзначається навколо найбільших агломерацій: Рим, Мілан, Неаполь. Майже половина населення країни розміщується на Паданській рівнині. Такі великі регіони, як Альпи та Апенніни, плато Базиліката і острів Сардинія дуже малонаселені.

### Урбанізація
Італія високоурбанізована країна. Рівень урбанізованості становить 69 % населення країни (станом на 2015 рік), темпи зростання частки міського населення — 0,39 % (оцінка тренду за 2010—2015 роки).
Головні міста держави: Рим (столиця) — 3,718 млн осіб, Мілан — 3,099 млн осіб, Неаполь — 2,202 млн осіб, Турин — 1,765 млн осіб, Палермо — 853,0 тис. осіб, Бергамо — 840,0 тис. осіб (дані за 2015 рік).

### Міграції

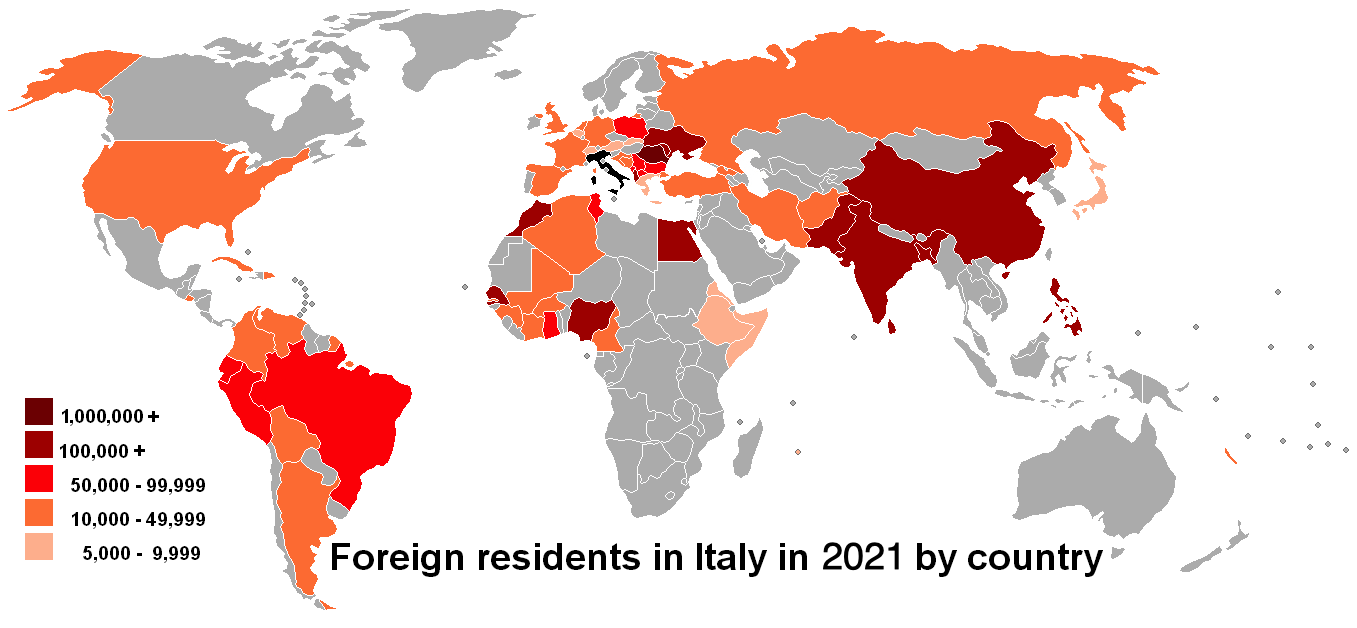
Країни походження мігрантів до Італії

Річний рівень імміграції 2015 року становив 4,1 ‰ (30-те місце у світі). Цей показник не враховує різниці між законними і незаконними мігрантами, між біженцями, трудовими мігрантами та іншими. Після століть чистої еміграції, від 1980-х Італія переживає великомасштабну імміграцію вперше в сучасній історії. За даними італійського уряду, на січень 2011 року налічувалося 4 570 317 іноземців, що проживали в Італії.

#### Біженці й вимушені переселенці
Станом на 2015 рік, в країні постійно перебуває 13 тис. біженців з Сомалі, 12,2 тис. з Афганістану, 11,9 тис. з Еритреї, 9,9 тис. з Нігерії, 9,2 тис. з Пакистану, 8,3 тис. з Малі, 5,07 тис. з Кот-д'Івуару. За період 2015—2016 років до країни морем дісталось 277 тис. біженців з Лівії та Близького Сходу.
У країні мешкає 747 осіб без громадянства.
Італія є членом Міжнародної організації з міграції (IOM).

## Расово-етнічний склад
| Етнічний склад (2015 рік) | Етнічний склад (2015 рік) | Етнічний склад (2015 рік) | Етнічний склад (2015 рік) | Етнічний склад (2015 рік) |
| ------------------------- | ------------------------- | ------------------------- | ------------------------- | ------------------------- |
| Етнос:                    |                           |                           | Відсоток:                 |                           |
| італійці                  | італійці                  |                           | 92%                       | 92%                       |
| інші                      | інші                      |                           | 8%                        | 8%                        |

Головні етноси країни: італійці, невеличкі громади німців, французів, словенців на півночі країни, албанців і греків на півдні.
Етнічне походження населення Італії
| Походження           | Кількість  | Відсоток |
| -------------------- | ---------- | -------- |
| італійці             | 55 818 099 | 92,00 %  |
| румуни               | 1 700 000  | 3.08 %   |
| північні африканці   | 646 624    | 1,07 %   |
| албанці              | 466 684    | 0,77 %   |
| китайці              | 188 352    | 0,28 %   |
| українці             | 153 998    | 0,31 %   |
| інші азіати          | 499 013    | 0,83 %   |
| темношкірі африканці | 324 917    | 0,54 %   |
| латиноамериканці     | 285 169    | 0,47 %   |
| Інші                 | 782 549    | 1,29 %   |

## Мови
| Мови Італії (2015 рік) | Мови Італії (2015 рік) | Мови Італії (2015 рік) | Мови Італії (2015 рік) | Мови Італії (2015 рік) |
| ---------------------- | ---------------------- | ---------------------- | ---------------------- | ---------------------- |
| Мова:                  |                        |                        | Відсоток:              |                        |
| італійська             | італійська             |                        | %                      | %                      |
| німецька               | німецька               |                        | %                      | %                      |
| французька             | французька             |                        | %                      | %                      |
| словенська             | словенська             |                        | %                      | %                      |

Офіційна мова: італійська. Інші поширені мови: німецька (регіон Трентіно), французька (регіон Валле-д'Аоста), словенська (Трієст-Горіція). Італія, як член Ради Європи, 27 червня 2000 року підписала, але не ратифікувала Європейську хартію регіональних мов.

## Релігії
| Релігії в Італії (2014 рік) | Релігії в Італії (2014 рік) | Релігії в Італії (2014 рік) | Релігії в Італії (2014 рік) | Релігії в Італії (2014 рік) |
| --------------------------- | --------------------------- | --------------------------- | --------------------------- | --------------------------- |
| Віросповідання:             |                             |                             | Відсоток:                   |                             |
| християни                   | християни                   |                             | 82%                         | 82%                         |
| агностики                   | агностики                   |                             | 17%                         | 17%                         |
| мусульмани                  | мусульмани                  |                             | 1%                          | 1%                          |

Головні релігії й вірування, які сповідує, і конфесії та церковні організації, до яких відносить себе населення країни: християнство (переважно римо-католицтво, невеликі громади Свідків Єгови, протестанти) — 80 %, іслам — до 1 млн, атеїсти і агностики — 20 % (станом на 2015 рік). Італія не має офіційної релігії. 1984 року перегляд Латеранської угоди скасував католицизм як офіційну державну релігію, визнаючи її важливу роль, яку вона відіграє в італійському суспільстві.

## Освіта
Рівень письменності 2015 року становив 99,2 % дорослого населення (віком від 15 років): 99,4 % — серед чоловіків, 99 % — серед жінок.
Державні витрати на освіту становлять 4,1 % ВВП країни, станом на 2011 рік (93-тє місце у світі). Середня тривалість освіти становить 16 років, для хлопців — до 16 років, для дівчат — до 17 років (станом на 2013 рік).

## Охорона здоров'я
Забезпеченість лікарями в країні на рівні 3,76 лікаря на 1000 мешканців (станом на 2012 рік). Забезпеченість лікарняними ліжками в стаціонарах — 3,4 ліжка на 1000 мешканців (станом на 2011 рік). Загальні витрати на охорону здоров'я 2014 року становили 9,2 % ВВП країни (33-тє місце у світі).
Смертність немовлят до 1 року, станом на 2015 рік, становила 3,29 ‰ (212-те місце у світі); хлопчиків — 3,49 ‰, дівчаток — 3,08 ‰. Рівень материнської смертності 2015 року становив 4 випадків на 100 тис. народжень (180-те місце у світі).
Італія входить до складу ряду міжнародних організацій: Міжнародного руху (ICRM) і Міжнародної федерації товариств Червоного Хреста і Червоного Півмісяця (IFRCS), Дитячого фонду ООН (UNISEF), Всесвітньої організації охорони здоров'я (WHO).

### Захворювання
2013 року було зареєстровано 122,0 тис. хворих на СНІД (39-те місце у світі), це 0,28 % населення в репродуктивному віці 15-49 років (85-те місце у світі). Дані про кількість смертей від цієї хвороби за 2014 рік відсутні.
Частка дорослого населення з високим індексом маси тіла 2014 року становила 23,7 % (97-ме місце у світі).

### Санітарія
Доступ до облаштованих джерел питної води 2015 року мало 100 % населення в містах і 100 % в сільській місцевості; загалом 100 % населення країни. Відсоток забезпеченості населення доступом до облаштованого водовідведення (каналізація, септик): в містах — 99,5 %, в сільській місцевості — 99,6 %, загалом по країні — 99,5 % (станом на 2015 рік). Споживання прісної води, станом на 2008 рік, дорівнює 45,41 км³ на рік, або 789,8 тонни на одного мешканця на рік: з яких 24 % припадає на побутові, 43 % — на промислові, 34 % — на сільськогосподарські потреби.

## Соціально-економічне положення
Співвідношення осіб, що в економічному плані залежать від інших, до осіб працездатного віку (15—64 роки) загалом становить 56,5 % (станом на 2015 рік): частка дітей — 21,5 %; частка осіб похилого віку — 35,1 %, або 2,9 потенційно працездатного на 1 пенсіонера. Загалом дані показники характеризують рівень затребуваності державної допомоги в секторах освіти, охорони здоров'я і пенсійного забезпечення, відповідно. За межею бідності 2012 року перебувало 29,9 % населення країни. Розподіл доходів домогосподарств в країні виглядає таким чином: нижній дециль — 2,3 %, верхній дециль — 26,8 % (станом на 2000 рік).
Станом на 2016 рік, уся країна була електрифікована, усе населення країни мало доступ до електромереж. Рівень проникнення інтернет-технологій високий. Станом на липень 2015 року в країні налічувалось 40,559 млн унікальних інтернет-користувачів (18-те місце у світі), що становило 65,6 % загальної кількості населення країни.

### Трудові ресурси
Загальні трудові ресурси 2015 року становили 25,54 млн осіб (27-ме місце у світі). Зайнятість економічно активного населення у господарстві країни розподіляється таким чином: аграрне, лісове і рибне господарства — 3,9 %; промисловість і будівництво — 28,3 %; сфера послуг — 67,8 % (станом на 2011 рік). Безробіття 2015 року дорівнювало 12,2 % працездатного населення, 2014 року — 12,7 % (136-те місце у світі); серед молоді у віці 15-24 років ця частка становила 42,7 %, серед юнаків — 41,3 %, серед дівчат — 44,7 % (17-те місце у світі).

## Кримінал

### Наркотики

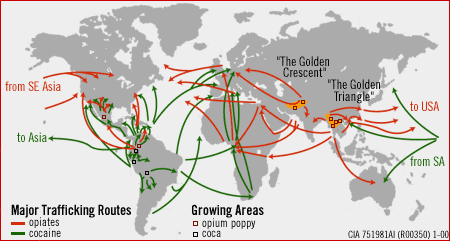
Світові маршрути наркотрафіку

Важливі ворота для латиноамериканського кокаїну й південно-східноазійського героїну, що прямує на європейський ринок; відмивання грошей, організована злочинність, контрабандні потоки.

### Торгівля людьми
Згідно зі щорічною доповіддю про торгівлю людьми (англ. Trafficking in Persons Report) Управління з моніторингу та боротьби з торгівлею людьми Державного департаменту США, уряд Італії докладає усіх можливих зусиль в боротьбі з явищем примусової праці, сексуальної експлуатації, незаконною торгівлею внутрішніми органами, законодавство відповідає усім вимогам американського закону 2000 року щодо захисту жертв (англ. Trafficking Victims Protection Act’s), держава знаходиться у списку першого рівня.

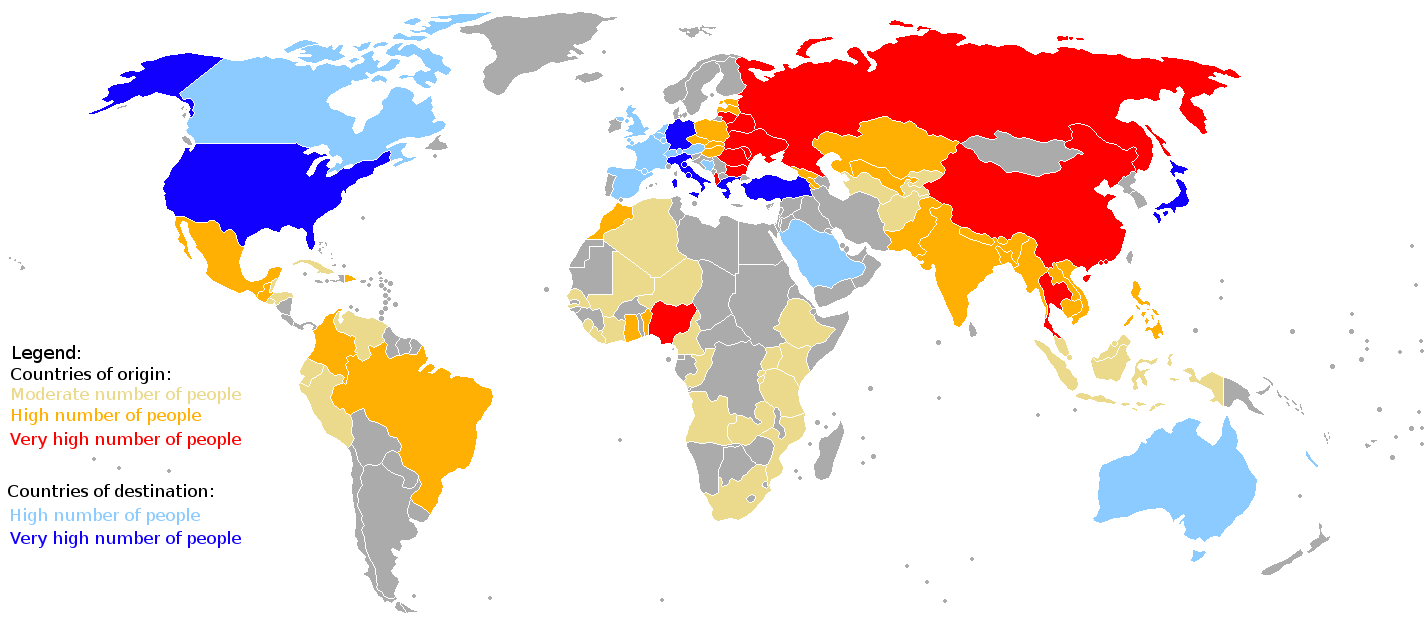
Країни-донори (червоний) і країни-реципієнти кримінальних потоків  (англ.)
Глобальна боротьба з торгівлею людьми (англ.)

## Гендерний стан
Статеве співвідношення (оцінка 2015 року):
- при народженні — 1,06 особи чоловічої статі на 1 особу жіночої;
- у віці до 14 років — 1,05 особи чоловічої статі на 1 особу жіночої;
- у віці 15—24 років — 1,01 особи чоловічої статі на 1 особу жіночої;
- у віці 25—54 років — 0,98 особи чоловічої статі на 1 особу жіночої;
- у віці 55—64 років — 0,94 особи чоловічої статі на 1 особу жіночої;
- у віці за 64 роки — 0,75 особи чоловічої статі на 1 особу жіночої;
- загалом — 0,93 особи чоловічої статі на 1 особу жіночої[1].

## Демографічні дослідження
Демографічні дослідження в країні ведуться рядом державних і наукових установ:
- Національний інститут статистики Італії (італ. Istituto Nazionale di Statistica; ISTAT).

### Українською
- Атлас. 10-11 клас. Економічна і соціальна географія світу / упорядники :  О. Я. Скуратович, Н. І. Чанцева. — К. : ДНВП «Картографія», 2010. — ISBN 978-966-475-639-3.
- Атлас світу / голов. ред. І. С. Руденко ; зав. ред. В. В. Радченко ; відп. ред. О. В. Вакуленко. — К. : ДНВП «Картографія», 2005. — 336 с. — ISBN 9666315467.
- Безуглий В. В. Економічна і соціальна географія зарубіжних країн : Навчальний посібник. — К. : ВЦ «Академія», 2007. — 704 с. — ISBN 978-966-580-239-6.
- Безуглий В. В., Козинець С. В. Регіональна економічна і соціальна географія світу : Навчальний посібник. — видання 2-ге, доп., перероб. — К. : ВЦ «Академія», 2007. — 688 с. — ISBN 966-580-144-9.
- Гудзеляк І. І. Географія населення: Навчальний посібник / І. Гудзеляк. — Л. : Видавничий центр ЛНУ імені Івана Франка, 2008. — 232 с. — ISBN 978-966-613-599-8.
- Дахно І. І. Країни світу: Енциклопедичний довідник / І. І. Дахно, С. М. Тимофієв. — К. : Мапа, 2011. — 606 с. — (Бібліотека нового українця) — ISBN 978-966-8804-23-6.
- Дахно І. І. Економічна географія зарубіжних країн : навчальний посібник. — К. : Центр учбової літератури, 2014. — 319 с. — ISBN 978-611-01-0682-5.
- Джаман В. О. Регіональні системи розселення: демографічні аспекти. — Чернівці : Рута, 2003. — 392 с. — ISBN 9665685988.
- Дорошенко Л. С. Демографія: Навчальний посібник. — К. : МАУП, 2005. — 112 с. — ISBN 966-608-442-2.
- Дубович І. А. Країнознавчий словник-довідник. — 5-те вид., перероб. і доп. — К. : Знання, 2008. — 839 с. — ISBN 978-966-346-330-8.
- Економічна і соціальна географія країн світу. Навчальний посібник / За ред. Кузика С. П. — Л. : Світ, 2002. — 672 с. — ISBN 966-603-178-7.
- Загальна медична географія світу / В. О. Шевченко [та ін.] — К. : [б.в.], 1998. — 178 с.
- Крисаченко В. С. Динаміка населення: Популяційні, етнічні та глобальні виміри. — К. : Видавництво Національного інституту стратегічних досліджень, 2005. — 368 с. — ISBN 966-554-083-1.
- Любіцева О. О., Мезенцев К. В., Павлов С. В. Географія релігій. — К. : АртЕК, 1999. — 504 с. — ISBN 966-505-006-0.
- Масляк П. О. Країнознавство. — К. : Знання, 2007. — 292 с. — (Вища освіта XXI століття)
- Масляк П. О., Дахно І. І. Економічна і соціальна географія світу / П. О. Масляк, І. І. Дахно ; за ред. П. О. Масляка. — К. : Вежа, 2003. — 280 с. — ISBN 966-7091-53-8.

### Російською
- (рос.) Италия // Демографический энциклопедический словарь / главн. ред. Валентей Д. И. — М. : Советская энциклопедия, 1985. — 608 с.
- (рос.) Италия // Страны и народы. Зарубежная Европа. Южная Европа / Редкол. : В. П. Максаковский, С. А. Токарев (отв. ред.) и др. — М. : «Мысль», 1983. — 285 с. — (Страны и народы) — 180 тис. прим.
- (рос.) Атлас народов мира / Отв. ред. С. И. Брук и В. С. Апенченко. — М. : ГУГК ГГК СССР и Институт этнографии им. Н. Н. Миклухо-Маклая АН СССР, 1964. — 185 с. — 20 тис. прим.
- (рос.) Численность и расселение народов мира. Этнографические очерки / под ред. С. И. Брука. — М. : Издательство АН СССР, 1962. — 487 с.
- (рос.) Лаппо Г. М. География городов: Учебное пособие для географических факультетов вузов. — М. : Туманит, изд. центр ВЛАДОС, 1997. — 476 с. — ISBN 5-691-00047-0.
- (рос.) Урланис Б. Ц. Рост населения в Европе (опыт исчисления). — М. : ОГИЗ-Госполитиздат, 1941. — 436 с.
- (рос.) Ягельский А. География населения. — М. : Прогресс, 1980. — 383 с.